# Wiktoria Adelajda ze Szlezwika-Holsztynu
Wiktoria Adelajda ze Szlezwika-Holsztynu (niem. Viktoria Adelheid Helene Luise Marie Friederike; ur. 31 grudnia 1885 w Holsztynie; zm. 3 października 1970 w Grein) – księżna Saksonii-Coburga-Gothy.

## Życiorys
Urodziła się 31 grudnia 1885 roku w Holsztynie jako najstarsza córka Fryderyka Ferdynanda ze Szlezwika-Holsztynu-Sonderburga-Glücksburga oraz jego żony,  Karoliny Matyldy ze Szlezwika-Holsztynu-Sonderburga-Augustenburga. 
11 października 1905 roku w zamku Grünholz w Holsztynie wyszła za mąż za Karola Edwarda, księcia Saksonii-Coburga-Gothy, jedynego syna Leopolda, księcia Albany.
- Jan Leopold (niem. Johann Leopold William Albert Ferdinand Victor; ur. 2 sierpnia 1906 w Coburga, zm. 4 maja 1972 w Grein) – tytularny książę Saksonii-Coburga-Gothy w latach 1954-1972. W latach 1932–1962 jego żoną była Feodora Freiin von der Horst, z którą miał troje dzieci – Marianne (ur. 1933), Ernsta Leopolda (1935-1996) i Petera (ur. 1938). W 1963 roku ożenił się z Marią Theresią Reindl, z którą nie doczekał się dzieci.
- Sybilla (niem. Sibylla Calma Marie Alice Bathildis Feodora; ur. 18 stycznia 1908 w Gocie, zm. 28 listopada 1972 w Sztokholmie) – księżna Västerbotten. Wyszła za mąż za Gustawa Adolfa Bernadotte, z którym miała pięcioro dzieci – Małgorzatę (ur. 1934), Brygidę (ur. 1937), Dezyderię (ur. 1938), Krystynę (ur. 1943) i Karola Gustawa (ur. 1946).
- Hubert (niem. Dietmar Hubertus Friedrich Wilhelm Philipp; ur. 24 sierpnia 1909 w Reinhardsbrunn, zm. 26 listopada 1943 w Mostach Wielkich). Zginął podczas II wojny światowej.
- Karolina Matylda (niem. Caroline Mathilde Helene Ludwiga Augusta Beatrice; ur. 22 czerwca 1912, zm. 5 września 1983). W latach 1931–1938 jej mężem był Friedrich Wolfgang Otto Graf von Castell-Rüdenhausen, w latach 1938-1944 – Max Schnirring, a następnie – w latach 1946-1947 – Karl Andree.
- Fryderyk Jozjasz (niem. Friedrich Josias Carl Eduard Ernst Kyrill Harald; ur. 29 listopada 1918, zm. 23 stycznia 1998) – tytularny książę Saksonii-Coburga-Gothy w latach 1972-1998. Był trzykrotnie żonaty – w latach 1942-1946 z Viktorią Luise Gräfin zu Solms-Baruth, w latach 1948-1964 z Denyse Henriettą de Muralt, a w latach 1964-2011 z Kathrin Bremme. Z pierwszą żoną miał syna, Andreasa (ur. 1943), a z drugą żoną troje dzieci – Marię Claudię Sibyllę (1949-2016), Beatrice Charlotte (ur. 1951) i Adriana Vinzenza Eduarda (1955-2011).